# Ken (namn)
Ken är ett mansnamn som antagligen kommer från en förkortning av namnet Kennet (alt. Kenneth/Kent), vilket är ett keltiskt namn och betyder "skön". Barbiedockans pojkvän heter Ken. I Sverige finns 1387 män som bär namnet Ken.
Namnsdag saknas i Sverige, men Kennet firas den 22 mars. I den finlandssvenska namnsdagslängden har Ken namnsdag 11 maj sedan 2015.

## Personer vid namn Ken
- Ken Annakin, brittisk filmregissör
- Ken Follett, brittisk författare
- Ken Hensley, brittisk musiker
- Ken Kercheval, amerikansk skådespelare
- Ken Kitamura, japansk musiker
- Ken Loach, brittisk regissör
- Ken McGregor, australisk tennisspelare
- Ken Ring, svensk musiker
- Ken Rosewall, australisk tennisspelare
- Ken Salazar, amerikansk politiker
- Ken Wennerholm, svensk musiker
- Ken Watanabe, japansk skådespelare
- Ken Jeong, amerikansk skådespelare